# Magistralinis kelias A11
La Magistralinis kelias A11 è una strada maestra della Lituania. Collega la città di Šiauliai alla città portuale di Palanga. La lunghezza della strada è di 146,85 km.

## Descrizione

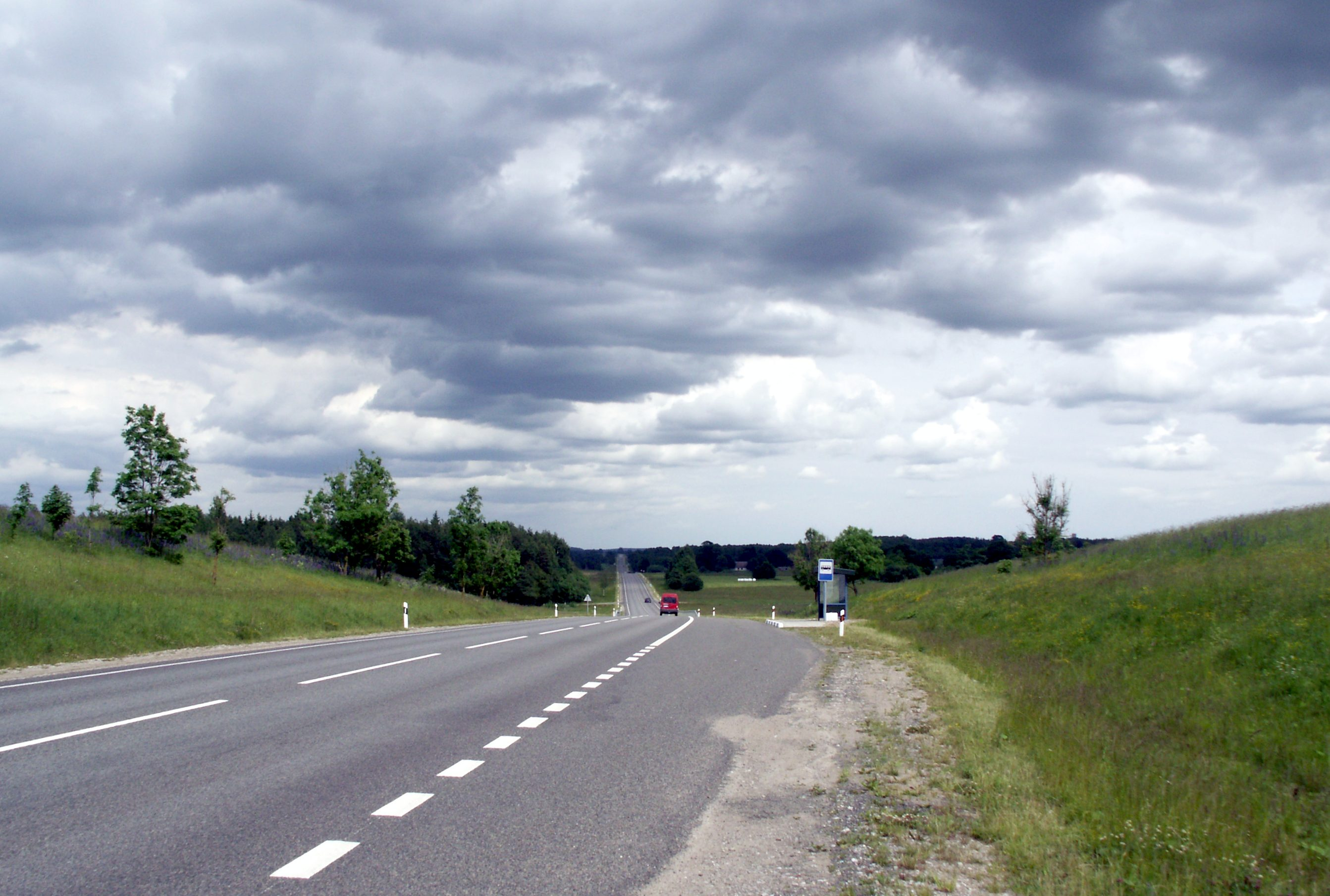
A11 all’altezza di Plungė

Il limite di velocità è generalmente tra i 70 e i 90 km/h. Costituisce l’arteria più importante della Samogizia settentrionale, la quale collega le maggiori città della regione: Kuršėnai, Telšiai, Plungė e Kretinga.
Il tratto fra Šiauliai e l’ingresso alla A18 è composto da una carreggiata a due corsie e l’altra a corsia unica. La sezione che va invece dall’A18 a Kuršėnai è a due corsie per carreggiata, con la presenza talvolta di segnaletica semaforica. Le restanti parti della A18 sono a una corsia per senso di marcia.
Questo percorso stradale rientra nella strada europea E272.